# 무트
무트(Mut, Maut, Mout)는 고대 이집트의 모(母)신이다. 고대 이집트어 '어머니'에서 파생된 여신의 이름을 통해 볼 수 있듯이 무트는 신들의 어머니, 하늘의 여주인, 여신들의 여왕, 지구의 어머니, 라의 눈, 스스로 태어난 자 등으로 불리었다.

## 이름
고대 이집트어의 어머니라는 뜻이다.

## 신화
신왕국(新王國)시대의 테베에서 주신(主神) 아몬(Amon)의 아내가 되어 아들 콘수(Khonsu)와 함께 삼신일좌(三神一座)의 짝을 이루었다. 테베의 나일강(江) 건너편 카르나크에 있는 아몬 신전(神殿)과 콘수 신전 가까이에 무트 신전이 있는데, 특히 아멘호테프 3세(?∼BC 1379) 때 많이 축조되었다. 무트는 고대 이집트 말로 '어머니·밭'을 뜻하고, 상형문자(象形文字)로는 동음(同音)인 대머리 독수리의 모습으로 표현된다.
아몬이 하늘의 주신이 된 뒤 태양의 여신, 하늘의 여신이 되었다. 이 때문에 동방 세계의 여주인 바스트(Bast), 파괴와 재생의 여신 세크메트(Sekhmet)와 혼동되기도 하는데, 사자의 머리와 고양이의 모습으로 나타나는 것은 이 때문이다. 보통 독수리 형태를 한 모자를 머리에 쓰거나 쌍관을 얹은 가발을 쓴 여성의 모습으로 표현된다.

## 같이 보기
- 이집트 신화
- 아문
- 세크메트